# Pseuderanthemum malaccense
Pseuderanthemum malaccense là một loài thực vật có hoa trong họ Ô rô. Loài này được (C.B. Clarke) Lindau miêu tả khoa học đầu tiên năm 1904.